# Afralycisca umbrina
Afralycisca umbrina är en insektsart som beskrevs av Rauno E. Linnavuori 1979. Afralycisca umbrina ingår i släktet Afralycisca och familjen dvärgstritar. Inga underarter finns listade i Catalogue of Life.